# Медресе Салимбек
Медресе Салимбек (узб. Salimbek madrasasi) — остатки медресе в историческом центре Бухары (Узбекистан), воздвигнутое в конце XIX века (после 1889 года) при узбекском правителе Абдулахад-хане (1885—1910) на средства его известного сановника — Мирза Салимбека. Расположено на улице им. Теши Зохидова махалли им. Ходжи Гунджари. Состояло из 13 худжр.
Медресе построено в бывшем квартале «Масжид-и-Баланд». В пользу в вакф медресе были переданы земельная собственность, торговые ряды и несколько книг Мирза Салимбека.
Архитектурный памятник входит в «Национальный перечень объектов недвижимости материального культурного наследия Узбекистана».